# XSLT
XSLT (Extensible Stylesheet Language Transformations) je jezik za transformisanje XML dokumenata koji kasnije mogu biti konvertovani i u ostale formate kao što su ,  i .  je podržan u svim današnjim pretraživačima.
Ulazni dokumenti su XML fajlovi, ali se može koristiti bilo šta od čega se može kreirati XQuery i XPath model podataka, kao što su relacione baze podataka.
Prema XSL transformacijama se odnosimo kao prema programskom jeziku, jer je sistem upita koji se može opisati Tjuringovom mašinom, tj. XSLT je Turing-potpun.

## Istorija
Funkcionalni jezici su imali ogroman uticaj na . Najveći uticaj je imao DSSSL, koji je formatirao SGML kao što i XSLT formatira .
- :  je bio deo World Wide Web Consortiumovog (W3C) Extensible Stylesheet Language (XSL) 1998–1999 projekta u kome su takođe nastali XSL-FO i XPath. Neki članovi koji su kreirali XSLT, uključujući James Clark-a, urednika, prethodno su radili na kreiranju DSSSL. XSLT 1.0 objavljen u novembru 1999.
- : nakon neuspešnog pokušaja da se napravi varzija 1.1 2001. godine, radna grupa XSL je udružila snage sa XQueryjevom radnom grupom i napravili su , sa bogatijim modelom podataka i sistemom zasnovanim na XML Schema. Najnovija verzija je , razvijena je od strane Michael Kaya. Od 2010,  se i dalje široko upotrebljava, ali 2.0 verzije nije podržan od strane veb pregledača ili u okruženjima poput LAMPa.
- Od oktobra 2014. godine karaktersistike XSLT 3.0 obuhvataju:
  -  transformacija: u prethodnim verzijama potpuni unos dokumenata je morao biti učitan u memoriju pre obrade, a ispis nije mogao biti prikazan dok procesuiranje nije bilo završeno. Radna verzija XML streaminga će biti korišćena za procesiranje dokumenata koji su isuviše veliki da stanu u memoriju, ili kada su transformacije pisane u XML Pipelines.
  - Poboljšanja u modularnost velikih stylesheet-ova.
  - Poboljšano upravljanje dinamičkim grešakama, na primer xsl:try instrukcija.
  - Funkcije sada mogu biti argumenti drugim funkcijama.

## Dizajn i modeliranje procesa
koristi jedan ili više XML izvornih dokumenata i jedan ili više XSLT stylesheetova i procesuira ih da bi napravio izlazni dokument. U poređenju sa široko upotrebljavanim imperativnim programiranjem, kome, na primer, pripada i jezik , XSLT je deklarativni jezik. Osnova procesne paradigme je povezivanje obrazaca. Umesto nabrajanja imperativnog niza naredbi koje se izvodule u okruženju, treba definisati samo kako rukovati sa povezivanjem čvorova određenog XPath obrazca, a ako se desi da procesor naiđe na neki, sadržaj obrazaca efikasno obrađuje funkcionalne izraze koji direktno predstavljaju svoj dobijeni formular - rezultujuće drvo, koje je osnova za procesorev izlaz.
Procesor prati fiksiran algoritam. Na početku, uz pretpostavku da je stylesheet učitan i pripremljen, procesor gradi izvorno drvo od ulaznog XML dokumenta. Zatim se obrađuje korijenski čvor izvornog drveta, nalazi se odgovarajući šablon za taj čvor u stylesheet-u, i proverava se sadržaj šablona. Instrukcije u svakom šablonu uglavnom usmeravaju procesor ili da stvara čvorove u rezultujućem drvetu, ili da obradi više čvorova u izvornom drveta na isti način kao i korenski čvor. Izlaz predstavlja rezultatirajuće drvo.

## Implementacija porcesora
- -Altova RaptorXML Server: cross-platforma koja podržava XSLT 1.0 i 2.0, većinu XPath 3.0, i neke delove iz XSLT 3.0 radnog nacrta; takođe i XQuery. Dozvoljava operacije komandne linije i interfejsa ,  i  i takođe uključuje ugrađen HTTP server.
- :  procesor koji radi na .NET frameworku napisanom u F#. Potpuno podržava XSLT 3.0 nacrt, XPath 3.0 preporuku i XDM 3.0 preporučene standarde.
- je besplatna biblioteka realizovana pod MIT licencom koja se može ponovo koristiti u komercijalnim aplikacijama. Bazirana je na libxml i implementirana na C- u zbog brzine i portabilnosti. Podržava XSLT 1.0 i EXSLT ekstenzije.
  - Može biti korištena u komandnoj liniji preko  koji je uključen u  i mnogim Linux distribucijama i može biti korišćena na Windowsu preko a.
  -  i , korišćeni u Safari i Chrome veb pregledačima respektivno, koriste libxslt biblioteku za obavljanje XSL transformacija.
  -  postoji za , , , , , , i .
- i .  uključuju XSLT 1.0 procesor. Od MSXML 4.0 uključena je alatka komandne linije .
- :  (2.0 i delom 3.0) i XQuery 3.0 procesor sa otvorenim kodom i vlasničkim softverom za samostalne operacije i za ,  i
- :  procesor koji radi streaming implementiran u Javi od strane  i .
- :  procesor otvorenog koda od Apache Software Foundation dostupan samostalno ali i za Javu i C++.
- Veb pregledači: Safari, Chrome, Firefox, Opera i Internet Explorer podržavaju XSLT 1.0. Ni jedan izvorno ne podržava XSLT 2.0, iako proizvodi treće strane kao što su  i  mogu obezbediti ovu funkcionalnost. Veb pregledači mogu obavljati transformacije nad XML datotekama u hodu i prikazati rezultat obrade u prozoru pregledača. Ovo se obavlja ugrađivanjem XSL u XML dokument ili se upućuje na fajl koji sadrži XSL instrukcije iz XML dokumenta. Ovaj drugi metod ne može da radi sa Chromom zbog bezbednosnog modela.
- je "lista alatki komandne linije koje mogu biti korištene da transformišu, izaberu, testiraju i urede XML dokumenta". Može "primeniti XSLT stylesheet-ove na XML dokumenta" i ne zahteva Javu. Koristi libxslt i podržava XSLT 1.0.
- su XSLT 1.0 procesori pisani u Common Lispu.

### Performanse
Većina ranijih XSLT procesora su prevodioci. U skorije vreme, kod sve učestalije koristi prenosive srednje jezike (kao što su Java bytecode ili .NET Common Intermediate Language) kao cilj. Međutim, čak i interpretativni proizvodi uglavnom nude zasebne analize i faze izvršavanja, omogućavajući da se optimalno izrazno drvo kreira u memoriji i ponovo koristiti za obavljanje raznih transformacija.
Ovo omogućava značajne prednosti performansi u onlajn izdavačkim programima, gde je ista transformacija primenjena mnogo puta u sekundi nad različitim izvornim dokumentima. Ovo razdvajanje se ogleda u dizajnu XSLT-a koji procesuira API-je (kao što je Java API za XML procesiranje JAXPa).
Raniji XSLT procesors imali su vrlo malo optimizacije. Stylesheet dokumenta su učitavana u Document Object Modele a procesor deluje na njih direktno. XPath alati takođe nisu bili optimizovani. Međutim, sve većem uporebom, XSLT procesori počinju koristiti optimizacione tehnike funkcionalnih jezika i relacionih upitnih jezika, kao što su statička prepisivanja drveća (npr. izmestiti računananja izvan petlji) i lenje protočne procene da bi se smanjio memorijski otisak proizveden međurezultatima (i dozvolio "rani izlazak" kada procesor može oceniti izraz kao što je  bez potpunog računanja podizraza). Mnogi procesori koriste reprezentaciju drveta koja je značajno efikasnija (i u vremenu i u porstoru) nego implementacija opšte namene.
U junu 2014, Debbie Lockett i Michael Kay predstavili su benchmarking okvir otvorenog koda za XSLT procesore nazvan .

## tipovi media
element može prihvatiti tip , koji dopušta da se postavi tip media (ili MIME type) za rezultirajući izlaz. Na primer: . XSLT 1.0 preporučuje opštije tipove atributa  i  jer dugo vremena nije bilo registrovanog tipa medija za XSLT. Tada je  postao de facto standard. U XSLT 1.0 nije bilo precizirano kako  vrednosti treba koristiti.
Objavljivanjem XSLT 2.0, W3C preporučuje registraciju MIME tipa medija  koji je kasnije bio registrovan na.
Radni nacrt XSLT je koristio  u svojim primerima i ovaj tip je implementirao i nastavljao da promoviše  u -u i . Široko je upotrebljivana i  procesna instrukcija. Zato, u praksi, korisnici koji žele da kontrolišu transformaciju u pregledaču korištenjem procesnih instrukcija moraju koristiti neregistrovan media tip.

## primeri
Ispod je primer dolaznog XML dokumenta.
```
<?xml version="1.0" ?>

<osobe>

  
<osoba
 
username=
"PP1"
>

    
<ime>
Petar
</ime>

    
<prezime>
Petrović
</prezime>

  
</osoba>

  
<osoba
 
username=
"MM1"
>

    
<ime>
Marko
</ime>

    
<prezime>
Marković
</prezime>

  
</osoba>

</osobe>

```

### Primer 1 (transformisanje izu)
Ovaj XSLT stylesheet obezbjeđuje šablon za prevođenje XML dokumenta.
```
<?xml version="1.0" encoding="UTF-8"?>

<xsl:stylesheet
 
xmlns:xsl=
"http://www.w3.org/1999/XSL/Transform"
 
version=
"1.0"
>

  
<xsl:output
 
method=
"xml"
 
indent=
"yes"
/>

  
<xsl:template
 
match=
"/osobe"
>

    
<root>

      
<xsl:apply-templates
 
select=
"osoba"
/>

    
</root>

  
</xsl:template>

  
<xsl:template
 
match=
"osoba"
>

    
<ime
 
username=
"{@username}"
>

      
<xsl:value-of
 
select=
"ime"
 
/>

    
</ime>

  
</xsl:template>

</xsl:stylesheet>

```

Ovo dovodi do novog XML dokumenta, koji ima drugačiju strukturu:
```
<?xml version="1.0" encoding="UTF-8"?>

<root>

  
<ime
 
username=
"PP1"
>
Petar
</ime>

  
<ime
 
username=
"MM1"
>
Marko
</ime>

</root>

```

### Primer 2 (prevođenje izu)
Procesovanje XSLT fajla
```
<?xml version="1.0" encoding="UTF-8"?>

<xsl:stylesheet

  
version=
"1.0"

  
xmlns:xsl=
"http://www.w3.org/1999/XSL/Transform"

  
xmlns=
"http://www.w3.org/1999/xhtml"
>

  
<xsl:output
 
method=
"xml"
 
indent=
"yes"
 
encoding=
"UTF-8"
/>

  
<xsl:template
 
match=
"/osobe"
>

    
<html>

      
<head>
 
<title>
Testiranje
 
XML
 
primera
</title>
 
</head>

      
<body>

        
<h1>
Osobe
</h1>

        
<ul>

          
<xsl:apply-templates
 
select=
"osoba"
>

            
<xsl:sort
 
select=
"prezime"
 
/>

          
</xsl:apply-templates>

        
</ul>

      
</body>

    
</html>

  
</xsl:template>

  
<xsl:template
 
match=
"osoba"
>

    
<li>

      
<xsl:value-of
 
select=
"prezime"
/><xsl:text>
,
 
</xsl:text><xsl:value-of
 
select=
"ime"
/>

    
</li>

  
</xsl:template>

</xsl:stylesheet>

```

sa XML ulaznom datotekom prikazanom gore rezultira u narednom XHTML (razmak je prilagođen zbog čitljivosti):
```
<?xml version="1.0" encoding="UTF-8"?>

<html
 
xmlns=
"http://www.w3.org/1999/xhtml"
>

  
<head>
 
<title>
Testiranje
 
XML
 
primera
</title>
 
</head>

  
<body>

    
<h1>
Osobe
</h1>

      
<ul>

        
<li>
Markovic,
 
Marko
</li>

        
<li>
Petrovic,
 
Petar
</li>

      
</ul>

  
</body>

</html>

```

Ovaj XHTML generiše prikazani izlaz kada je pokrenut u veb pregledaču.
Da bi veb pregledač mogao automatski da primenjuju XSL transformaciju u XML dokument na ekranu, XML stylesheet sa instrukcijama za procesiranje može da se ubaci u XML. Tako, na primer, ako je stylesheet u Primeru 2 iznad bio dostupni kao "primer2.xsl", sledeća uputstva se mogu dodati na originalni dolazni 
```
<?xml-stylesheet href="primer2.xsl" type="text/xsl" ?>

```

U ovom primeru,  je tehnički netačno, sudeći po W3C specifikacijama (po kojima je to trebalo da bude ), ali to je jedina vrsta medija koji je široko podržan od strane brauzera od 2009.

## Dodatna literatura
- od , objavio  -978-0-596-00053-0-
- od , objavio  -978-0-596-00974-8-
- od
- od
- od
- , Druga edicija od Neil Bradley, objavio
- od , objavio
- od  i , objavio
- od , objavio

## Spoljašnje veze
-{
}-
Dokumentacija
- -{XSLT 1.0 W3C Recommendation
- XSLT 2.0 W3C Recommendation
- XSLT 3.0 W3C Working Draft
- XSLT - MDC Docs Архивирано на веб-сајту  (26. децембар 2011), Mozilla Developer Network
- XSLT Reference (MSDN)
- XSLT Elements (Saxon)
- XSLT introduction and reference}-

 kod biblioteka
- je široko rasprostranjena inicijativa zajednica da obezbede proširenja XSLT.
- je biblioteka koja sprovodi podršku funkcija višeg reda u XSLT. FXSLT je napisana u samom XSLT-u.
- pruža  diveloper sa setom XSLT obrazaca za najčešće korišćenih funkcija. Ovo se implementira samo u XSLT, to jest ne koriste se nikakvi dodaci.
- za Saxon koji obezbeđuje „i klik interfejs za pokretanje transformacija.
- biblioteka koje transformise XML u XSLT u pregledaču.